# Transferencia de paneles pintados

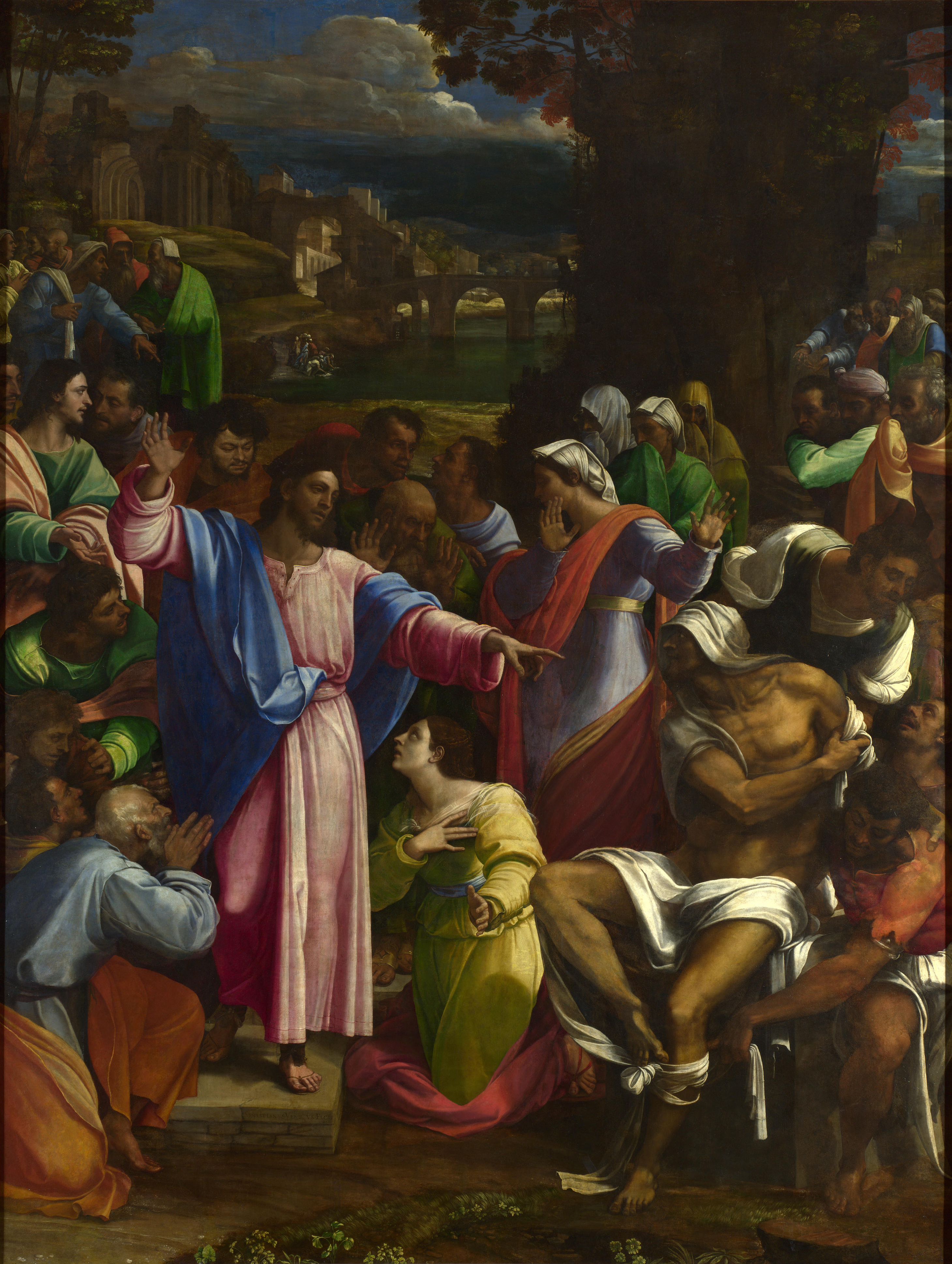
La Resurrección de Lázaro de Sebastiano del Piombo transferido de tablero a tela en 1771.

La transferencia de paneles pintados tiene por objeto conservar una pintura inestable por causa de un soporte deteriorado, carcomido por gusanos o agrietado, transfiriendo el lienzo a un tablero nuevo. Es una técnica practicada desde el siglo XVIII, que ha ido cayendo en desuso al lograrse mejoras en los métodos de conservación de la madera.
La técnica evolucionó en Nápoles y Cremona entre 1711 y 1725, y llegó a Francia a mediados del siglo XVIII. La mayor difusión la tuvo durante la segunda mitad del siglo XIX. Se utilizaron técnicas similares para transferir frescos. Las pinturas al óleo sobre tela reciben habitualmente un soporte adicional, o se transfieren a una nueva base.

## Métodos
El proceso está descrito por Henry Mogford en su Manual para la Preservación de Cuadros. Se empastaban hojas de papel lisas sobre la superficie pintada del tablero, y sobre éste se colocaba una capa de muselina. El tablero se fijaba entonces boca abajo a una mesa, y la madera se cepillaba hasta que quedara "tan delgada como puede resultar un plano seguro". El fondo de pintura se quitaba con solventes o erosión, hasta obtener una delgada piel de color, empastada por encima con papel y reforzada por la muselina. Luego se fijaba al dorso una tela nueva ya preparada al efecto, utilizando el método de imprimación de telas. Una vez secada la imprimación, se quitaba el papel y la muselina con cuidado.
El principal taller que aplicó esta técnica de restauración en París durante el siglo XVIII fue el de Jean-Louis Hacquin (m. 1783), quién transfirió muchas obras de la colección real francesa. A veces se han hallado capas de seda u hojas de papel entre la pintura y la tela nueva. Luego de su muerte, la tarea la continuó su hijo, François-Toussaint Hacquin (1756–1832), quién transfirió muchas pinturas traídas de Italia durante el periodo napoleónico.
Otro método, utilizado por el contemporáneo de Hacquin, Jean-Michel Picault, disolvía químicamente el fondo de pintura, posiblemente mediante gases de óxido nitroso, permitiendo remover el tablero intacto. Existen registros de que un restaurador posterior, Marie-Jacob Godefroid consiguió resultados similares mediante el uso de vapor.
En Alemania y Austria fue usual utilizar una transferencia menos radical, en la que se conservaba una capa delgada de la madera original, que se pegaba a un nuevo tablero.